# Битва при Эрцухи
Би́тва при Эрцу́хи (груз. ერწუხის ბრძოლა) — битва между грузинскими войсками под командованием царя Давида IV и крупной сельджукской армией под командованием неизвестного атабека Гянджи, произошедшая в 1104 году недалеко от села Эрцухи на юго-востоке Грузии и закончившаяся победой грузин.

## Предыстория
До восшествия Давида IV на престол (1089) Грузинское царство столкнулось с несколькими серьёзными угрозами: в страну вторглись турки-сельджуки, которые были частью той же волны, которая захлестнула Анатолию, разгромив византийскую армию и взяв в плен императора Романа IV Диогена в битве при Манцикерте в 1071 году. В ходе того, что средневековые грузинские летописи называют «Великое турецкое нашествие», несколько грузинских провинций полностью или частично обезлюдели, и в конце концов в 1083 году царь Георгий II (отец Давида IV) был вынужден просить у Сельджукидского султана Мелик-шаха I мира, став его данником. Некоторые грузинские дворяне, пользуясь ослаблением царской власти, стремились продвижения своей автономии.
Взойдя на престол, Давид IV решает объединить грузинские царства. Он решил начать с Кахети-Эретинского царства, которое провозгласило свою независимость ещё в 1014 году, лишив тем самым Грузинского царства значительной части его территорий. Понимая, что достичь своей цели можно только военным путём, Давид в 1101 или 1103 году вторгся в Кахети-Эрети и за довольно короткое время сумел захватить крепость Зедазени, к северу от города Мцхета.
Кахети-Эретинский царь Квирике IV умер год спустя; ему наследовал его племянник Агсартан II, который, как сообщается, был «его полной противоположностью». Приняв ислам, он объявил себя вассалом Сельджукидского султана, чтобы заручиться его поддержкой в случае нового конфликта с Давидом IV. Однако он не мог предвидеть недовольства знати своей страны, которую вряд ли могла удовлетворить смена религии своего государя. В 1104 году шекинские заговорщики во главе с Аришиани, Барамом и их дядей Кавтаром Барамисдзе свергли Агсартана II и передали его Давиду IV, который заключил его в тюрьму в Кутаиси и вновь включил Кахети-Эрети в состав своего царства.
Помимо того, что Давид не платил ежегодный дань ещё с 1099 года, так как почувствовал себя достаточно сильным после смерти султана Мелик-шаха I (1092) и начала крестового похода против мусульман (1096), теперь его захват Кахети-Эрети стал для сельджуков последней каплей, поскольку они по-прежнему считали его своим владением. Поэтому, чтобы наказать Давида, новый Сельджукидский султан Баркиярук решил отправить в Грузию крупную армию под командованием неизвестного атабека Гянджи.

## Битва
Битва состоялась у села Эрцухи на юго-востоке Грузии. Армия сельджуков была разгромлена грузинскими войсками под предводительством самого царя Давида IV, подвиги которого описаны в сборнике грузинских летописях «Картлис цховреба». Летописцы сравнивают храбрость Давида IV с библейским Давидом и сообщают о жестокости его ударов. Также сообщается, что во время боя три его лошади погибли, но царь, восседая на четвёртой лошади, сумел заставить из своего меча течь «массу загустевшей и застывшей крови».
Согласно легендарному преданию, описанному в «Картлис цховреба», когда Давид после битвы снял доспехи, из его доспеха брызнула кровь. Это заставило прохожих поверить, что их царь был ранен, хотя на самом деле кровь принадлежала врагам, которых он убил в бою.